# بن تنیسن
بنجامین کربی «بن» تنیسون (انگلیسی: Benjamin "Ben" Kirby Tennyson) که عموماً با نام بن تن (انگلیسی: Ben 10) شناخته می‌شود، شخصیتی تخیلی و ابرقهرمان فرنچایز بن ۱۰ است. او در ابتدا یک بچه معمولی ده ساله بود تا زمانی که دستگاه قدرتمندی شبیه ساعت یعنی آمنیتریکس که به او اجازه می‌دهد به ده بیگانه مختلف تبدیل شود را پیدا می‌کند. صداپیشگی این شخصیت را تارا استرانگ، اسکات منویل، یوری لاونتال و فرد تاتاسیور بر عهده داشته‌اند.

## یونیورس بن تن
بن تن، دارای بینهایت بُعد از خود در جهان‌های مختلف، رفتارها و قدرت‌های متفاوت می‌باشد. در انیمیشن‌ها فقط ۲۶ بُعد موازی، دارای اهمیت هستند.
یونیورس ریبوت:
بن تن ریبوت هم یونیورس خود را دارد ولی عضو ۲۶ دنیای موازی نیست. در یکی از بعدهای موازی ریبوت، ویلگکس، گوئن و پدربزرگ مکس را از بین می‌برد و بن می‌خواهد که ساعت آمنیتریکس را نابود کند، ولی در عوض به موجود ایکس تبدیل می‌شود. (قسمت آخر از قسمت‌های ویژه سری ریبوت)
بُعدهای موازی به‌دردنخور:
ما در قسمت آخر از قسمت‌های ویژه سری ریبوت می‌بینیم که بعدهای موازی زیادی در سری ریبوت وجود دارد ولی به نظر می‌آید که اصلاً مهم نیستند و تهدیدی برای یونیورس به‌شمار نمی‌آیند. پنج بعد موازی معرفی شده در سری ریبوت که نماینده سری‌های قبلی بودند:
نماینده سری کلاسیک: این بن ترس‌های بی‌شماری از اتفاقات ناگوار دارد.
نماینده سری نیروی بیگانه: این بن در دنیای دیگری زندگی می‌کند و به احتمال زیاد موجود ایکس را در لیست موجودات ندارد.
نماینده سری بیگانه تمام‌عیار: در این دنیای موازی، بن ساعت خود را برعکس می‌بندد و به احتمال زیاد موجود مورد علاقه او رعدوبرق (آمبیفیبیان) است.
نماینده سری نیروی بی‌پایان: این بن، مانند بن اصلی است و به احتمال زیاد دنیای او نیز مانند دنیای اصلی می‌باشد.
نماینده دنیای گوئن ۱۰: در این دنیا، گوئن ساعت را به دست آورده است.
همهٔ سری‌های کلاسیک، نیروی بیگانه، بیگانه تمام‌عیار و نیروی بی‌پایان برای دنیای اصلی هستند و این‌ها فقط نماینده این دنیاها بودند.
بعدهای موازی اصلی:
بعد موازی بن بدون ساعت: در این بعد موازی، بن ساعت را نداشته و هیچ‌کس در آن قدرت خاصی ندارد و فقط محافظ‌ها (plumbers) در آن فعالیت می‌کنند و ظاهراً ویلگکس مرده است.
بعد موازی بد بن (بنِ بد): این بعد، فضایی دارک‌تر از بقیه بن‌ها دارد. در این بعد، بن و بقیه گروهش بجز کوین شرور هستند.
بعد موازی بن زارو: اطلاعات خاصی دربارهٔ این بعد موازی وجود ندارد ولی به نظر می‌رسد ویروس زامبی در سراسر جهان پخش شده و بن در آن خبیث است.
بعد موازی بن زارو ۲: این بعد، مربوط به قبل از به وجود آمدن ویروس زامبی می‌باشد و بن زارو موجودی مثبت است.
بعد موازی نگا بن: در این بعد، بن موجودی افسرده و خبیث است؛ اطلاعات زیادی در مورد این بعد در دسترس نیست.
بعد موازی بن ۲۳: در این بعد، بن موجودی صلح‌طلب است و با بعد اصلی هم‌خوانی داشته ولی بن در آن کوچک‌تر و ثروتمندتر است.
بعد موازی گوئن ۱۰: از این بعد موازی اطلاعات زیادی در دسترس نیست فقط می‌دانیم آمنیتریکس بدست گوئن افتاده و بن قدرت مانا را دارد.
بعد موازی ماد بن: این بعد موازی به دست رباتهای نابودگر از بین رفته و بن نتوانسته در مقابل آنها مقابله کند. بن بعد از رفتن آن‌ها دیکتاتوری‌ای در زمین بر انسان‌های باقی مانده اعمال کرده است.
بعد موازی بن پرایم (بعد موازی اصلی):
این بعد موازی، همان بعدی است که انیمیشن در آن جریان دارد.
بعد موازی آرجیت: در این بعد آرجیت آمنیتریکس را گرفته و … اطلاعات زیادی از این بعد موازی، در دسترس نیست.
بعد موازی میلیون: در ریبوت، یکی از بعدهای موازی به نام میلیون به ما معرفی شد که در آن مکس تنیسون، بنِ خودش را به خاطر موجود ایکس از دست داده بود.
بدترین بعدهای موازی:
بدترین بعدهای موازی جهان بن تن عبارت‌اند از: بن زارو، بعد میلیون و دنیای ایان.
به‌طور کلی تاکنون تنها ۲۶ بعد معرفی شده‌اند و ما فقط ۱۰ تا از اصلی‌ترین بعدها را دیده‌ایم.
در انتها یونیورس بن تن بعدهای موازی مهمی دارد اما عملکرد هر بن با آمنیتریکس و اخلاق و رفتار و اتفاقات در آن دنیا فرق دارد. البته یه یونورس‌هایی در اینجا قردارند که ساخت طرفداران هسنش شاماره ۱ کانتراتریکس در این جهان ازموس دیگه یه نابغه نیست و به دنبال نابودی جهان هست وقتی ویلگگس میفهمه به سمت پایگان ازموس میره و در آزمایشگاه ازموس رو نابود میکنه و ازموس در این انفجار میمیره و یک نامه در آنجا قرار میده که روش نوشته شاید من برای این دنیا دردی درست نکردم ولی کس دیگری انجام میده[یه هچین چیزی] بعد از اون مثل داستان اصلی کاتراتریکس به زمین فرستاده میشه و بن اونو پیدا میکنه و وقتی کانتراتریکس به دست بن میچسبه و گوشت دست بن رو میشکافه وقتی گوون نزیک بن میشه کانتراتریکس احساس خطر میکنه و تبدیل به هیدبلست میشه تبدیل‌های کانتراتریکس جوریه که باید خود بن اتیش می‌گرفت تا به هیدبلست تبدیل بشه ولی بن روی موجوداتش هیچ کنترلی نداره بعد از اون گوون رو از سرش میگیره و کله گوون رو خود خورد میکنه و بعد به ایکسر ار ایت تبدیل میشه و پدر بزرگ مکث رو به طرز فجیهی میکشه و بعد به کشتار مردم ادامه میده و دلت دست به کار میشه و کانتراتریکس بیشترین شدت خطر رو احساس میکنه و تبدیل به الین ایکس میشه و جهان خودشو نابود میکنه و به سراغ جهان‌های دیگری میری جوری که بنهای دیگر باهم دست به یکی می‌کنند و به سمت بن کانتراتریکس حمله میکنن همه با تمام قدرت حمه میکنن ولی نصف بیشتر بن‌ها کشته میشن ولی وقتی کانتراتریکس ضعیف میشه و باتری تمام میشه بن ۱۰۰۰۰ تبدیل به اتوم ایکس میشه و دست چپ بن رو میکنه و بقیه بن‌های بازمانده با استفاده از الین ایکس تمام جهان‌ها را با کمک الین ایکس بازسازی میکنن بدون اثر کانتراتریکس و بن‌های مرده هم با موجود ایکس بازمیگردونن چند سال میگزره و بن با فشارهای کانتراتریکس زندگی میکنه بعد از ان با کمک دکتر [اسمشو یادم رافته] به گذشته سفر می‌کنند و کاری می‌کنند که اون بن دیگه کانتراتریکس رو به دست نگیره و کانتره تریکس رو نابود می‌کنند.
شماره ۲بلودتریکس در این جهان ازموس و ویلگگس با هم دوست هستن و با یک نیروی شیطانی بلودتریکس رو درست میکنن نمیدونم چی میشه ولیویلگگس و ازموس به یه دلیلی کشته میشند و بلودتریکس رو به زمین می‌فرستند و درزمن این جهان جزو بعدهای ریبوت به حساب میاد و دگر اطلاعاطی نیست